# シック・ラヴ
シック・ラヴ（原題：Sick Love）とはアメリカのロックバンド、レッド・ホット・チリ・ペッパーズのアルバム「ザ・ゲッタウェイ」の３枚目のシングル。ゲスト・アーティストとしてイギリスのシンガーソングライターのエルトン・ジョンが参加している。

## 解説
ギタリストのジョシュ・クリングホッファーによると、「この楽曲はレコーディングを始める前から取り掛かっていた楽曲であり、何らかの形でエルトン・ジョンが携わっているように聞こえたので、実際にジョンに来てもらいこの楽曲を本人が気に入ったかどうかや一緒に演奏をしたいかを訪ねた」と語っている。また、ドラマーのチャド・スミスによれば「ジョンは当時すごく緊張しておりとてもキュートだった。」と語っている。ボーカルのアンソニー・キーディスによれば「ジョンがピアノの前に座り演奏を始めると魔法のような感動に包まれた。彼とレコーディングできることは素晴らしく名誉なことだ」と語った。この楽曲の進行とコードはジョンの楽曲「ベニーとジェッツ」に影響されている。

## ミュージック・ビデオ
チャド・スミスによって2016年11月13日にミュージックビデオの制作を発表された。このミュージックビデオはベス・ジーンズ・ホートンが監督兼イラストの担当、そしてジョセフ・ブレットとホートンがアニメーション化し、2016年12月4日にこのミュージックビデオは公開されました。このミュージックビデオはアンソニー・キーディスと彼の元ガールフレンドでオーストラリアのモデルのヘレナ・ヴェスターガードの関係を匂わせるような作品になっている。また、ミュージックビデオの冒頭ではエルトン・ジョンの曲「ベニーとジェッツ」を表すシーンが存在する。

## ライブ
2016年5月26日にカリフォルニアでiHeartRadioが開催したアルバムプレビューショーで初公開演奏をした。

## パーソネル
レッド・ホット・チリ・ペッパーズ
- アンソニー・キーディス - ボーカル
- ジョシュ・クリングホッファー - エレキギター
- フリー - ・エレキベース
- チャド・スミス - ドラム

ゲスト・ミュージシャン
- エルトン・ジョン - ピアノ
- マウロ・レフォスコ - パーカッション
- ブライアン・バートン - シンセサイザー

## チャート
| チャート(2017) | 最高 |
| -------------- | ---- |
| ベルギー       | 28   |
| スイス         | 84   |